# 列夫·佩罗夫斯基
列夫·阿列克谢耶维奇·佩罗夫斯基（俄语：Лев Алексеевич Перовский，1792年9月9日—1856年11月21日），俄罗斯帝国贵族，伯爵，矿物学家。他曾为沙皇尼古拉一世担任内政部长。
1845年，他提议创建了俄罗斯地理学会。
他并不是鈣鈦礦的发现人，但鈣鈦礦的英文名以他的姓氏命名。